# Bratovo, Burgas
Bratovo (în bulgară Братово) este un sat în partea de est a Bulgariei în Regiunea Burgas. Aparține administrativ de Comuna Burgas. La recensământul din 2001 localitatea avea 151 locuitori. În trecut localitatea a purtat numele de Canarkadaș. Fondatorul satului este un anume Najden Prodanov Stoianov, care a cumpărat pământ în zonă în anul 1913. Acesta a fost nevoit să se refugieze aici datorită Războaielor Balcanice.

## Demografie
Componența etnică a satului Bratovo
     Bulgari (28,76%)
     Nicio identificare (71,23%)
     Altele (0%)
La recensământul din 2011, populația satului Bratovo era de 146 locuitori. Nu există o etnie majoritară, locuitorii fiind  și bulgari (28,76%). Pentru 71,23% din locuitori nu este cunoscută apartenența etnică.